# Цяо Ши
Цяо Ши (кит.: 乔石; 24 грудня 1924, Шанхай — 14 червня 2015, Пекін) — китайський політик.
З 1940 року член КПК. Закінчив Університет Тунцзі в Шанхаї і був активним в партійних структурах Шанхая до 1949 року. Після заснування Китайської Народної Республіки він багато років працював у важкій промисловості в Аньшані. У 1963 році він переїхав до Пекіна, де почав багаторічну роботу у відділі комунікацій КПК, відповідаючи за контакти та співпрацю з комуністичними партіями в інших країнах.
У 1982—1997 роках член ЦК КПК, в 1982—1987 роках також віце-прем'єр-міністр КНР. З 1993 по 1998 рік був головою Постійного комітету Всекитайських зборів народних представників.
Відомий як реформатор, він прагнув перетворити Китай на правову державу та підвищити роль КПК, публічно ставив питання про керівну роль КПК. Він виступав за демократизацію політичної системи КНР, схвально відгукувався про рух Фалуньгун. У 1989 році підтримав протести на площі Тяньаньмень, не брав участі в засіданні Політбюро КПК, на якому було вирішено придушити їх силою. Його ліберальні погляди спричинили конфлікт із командою Цзян Цземіня. Після смерті Ден Сяопіна в 1997 році він змагався з Цзян Цземіном за владу в державі, після програшу був змушений піти з політики.